# كتاب البيانات الأحمر لأوكرانيا
كتاب البيانات الأحمر لأوكرانيا (بالأوكرانية: Червона книга України) هي قائمة حمراء وطنية رسمية للحيوانات والنباتات والفطريات المهددة بالانقراض، والتي يحميها القانون في أوكرانيا.
تتولى مؤسسات الدولة، مثل مجلس الوزراء الأوكراني، ووزارة البيئة (وزارة حماية البيئة والموارد الطبيعية)، ومؤسسات حكومية أخرى، إدارة وتنظيم ومراقبة الأنواع.
يُقدم الدعم العلمي للكتاب الأحمر من قِبل اللجنة الوطنية المعنية بإصدارات الكتاب الأحمر، التي تُعدّ مقترحاتٍ حول إدراج الأنواع واستبعادها منه، وتُشرف على إعداد المواد، وتحديد هيكلية الإصدارات، وتنسيق الأنشطة ذات الصلة. تُشكّل الأكاديمية الوطنية للعلوم في أوكرانيا اللجنة الوطنية المعنية بإصدارات الكتاب الأحمر، بالاعتماد على معهد شمالهاوزن لعلم الحيوان [الإنجليزية] ومعهد خولودني لعلم النبات [الأوكرانية] التابعين لها، واللذين يُجريان تسجيلًا مباشرًا للبيانات الحمراء.
أصدرت الطبعة الأولى من الكتاب الأحمر الأوكراني عام 1980، بعد عامين فقط من إصدار الطبعة الأولى من الكتاب الأحمر السوفيتي. وقد نشرته دار نشر "ناوكوفا دومكا [الإنجليزية]" التابعة للأكاديمية الوطنية للعلوم في أوكرانيا.
في عامي 1994 و1996، أصدرت الطبعة الثانية من الكتاب عن الموسوعة الأوكرانية.
في عام 2009، أصدرت شركة الاستشارات العالمية الأوكرانية الطبعة الثالثة من الكتاب الأحمر لأوكرانيا.
في عام 2019، بلغ عدد الأنواع المحمية 1369 نوعا بموجب الكتاب الأحمر لأوكرانيا.
حتى 9 أبريل 2021، أدرج 1544 نوعًا في الكتاب الأحمر لأوكرانيا، منها 687 نوعًا من الحيوانات و857 نوعًا من النباتات.